# Sony Xperia XZs
Sony Xperia XZs — це смартфон на базі Android, який продавався та вироблявся Sony Mobile. Пристрій, що є частиною серії Xperia X, був анонсованій громадськості разом із Xperia XZ Premium на прес-конференції, що відбулася на щорічній виставці Mobile World Congress, 27 лютого 2017 року. Телефон має майже такі самі технічні характеристики, як в Xperia XZ, де головною особливістю і різниця є здатність записувати сповільнене відео зі швидкістю 960 кадрів на секунду, що для компактних смартфонів було новинкою. Інформація про офіційний старт продаж в Україні невідома, присутня інформація що в сусідній країні росія, смартфон мав вийти на початку квітня 2017, з ціною в 49 990 рублів.

## Дизайн
Дизайн Xperia XZs ідентичний флагману минулого покоління Xperia XZ, «Loop Surface», за винятком піднятого «горба» об’єктива зі скошеним краєм для нової камери Motion Eye. Він складається з 3 різних матеріалів: нейлонової рамки, стійкої до подряпин передньої скляної панелі з Corning Gorilla Glass 5 та металевої задньої панелі з алюмінієвого сплаву. Злегка вигнута задня кришка виготовлена зі сплаву ALKALEIDO, торгової марки Kobe Steel, з матовою текстурою, яка надає блиск при попаданні джерела світла. На передній панелі розміщений 5,2-дюймовий LCD-дисплей з двома фронтальними стереодинаміками; один на верхній панелі разом із селфі-камерою на 13 МП, датчиками зовнішнього освітлення, наближення та світлодіодом сповіщень; а інший на нижній панелі. У верхній частині пристрою розміщено 3,5 мм роз’єм для навушників з другим отвором для мікрофона, що прилягає до нього; у нижній частині є порт USB Type-C і основний мікрофон. 
Гібридний лоток SIM-карти розташований у верхній лівій частині пристрою з висувною герметичною кришкою, для додаткового захисту від проникнення. Праворуч розташований сканер відбитків пальців, розташований посередині, як і на попередніх пристроях Xperia, хоча в США він деактивований через патентні спори. Прямо під ним знаходиться регулятор гучності, а нижче біля нижнього краю розташована двоступенева кнопка спуску затвора камери, яка використовується у пристроях Xperia ще з часів Xperia S, на момент випуску смартфона у 2017 році, в конкурентів вона зустрічалася рідко. 
Розміри пристрою також точно такі ж, як і попереднього флагмана, 146 мм у висоту, з шириною 72 мм і товщиною 8,1 мм і вагою приблизно 161 г, навіть з новою камерою.

## Апаратне забезпечення
У пристрій встановлено 5,2 дюймовий (130 мм) 1080p, IPS LCD-дисплей, де щільність пікселів становить 424 ppi, який був у попередника, з дисплеєм Sony TRILUMINOS™ і технологією X-Reality for mobile. На відміну від більш висококласного Xperia XZ Premium, Xperia XZs працює на тому самому чотириядерному чипсету Qualcomm Snapdragon 820 (MSM8996) з 4 процесорами Kryo (2x 2,15 ГГц і 2x 1,6 ГГц), та графічним процесором Adreno 530 з тактовою частотою 624 МГц. Оперативна пам’ять збільшилася з 3 до 4 ГБ LPDDR4 для додаткового підвищення продуктивності. Пристрій також має внутрішню пам’ять об’ємом 64 ГБ і поставляється у версіях з однією та двома SIM-картами, причому обидві з підтримкою LTE Cat. 9. Він також має карту microSDXC об’ємом до 256 ГБ (у гібридному слоті для варіанту з подвійною SIM-карткою).

### Камера
У XZs і XZ Premium дебютував, перший у світі тришаровий сенсор зображення із стекуванням пам'яті DRAM для смартфонів. Датчик, відомий як Sony IMX400, має чип оперативної пам’яті, затиснутий між шарами датчика та керуючої схеми, який служить великим і швидким буфером, куди датчик може тимчасово вивантажити значну кількість захоплених даних, перш ніж передавати їх у внутрішню пам’ять телефону, для обробки. Це дозволяє камері записувати надповільне відео зі швидкістю 960 кадрів в секунду і стабільною роздільною здатністю 720p HD. Запис у надповільній зйомці лише 0,18 секунди на буфер через обмеження. Це специфічне обмеження також вимагає дуже яскравого джерела світла безпосередньо до об’єкта, або добре освітленої сцени чи оточення для більш безшумного та набагато яскравішого відеозйомки.
Офіційно названа Motion Eye в Xperia XZs містить 19 Мп 1/2,3-дюймовий сенсор Exmor RS for mobile з кроком пікселів 1,22 мкм, діафрагмою f/2,0 і G-об’єктивом шириною 25 мм. Він також оснащений записом відео 4K HDR, першим для Sony, який підтримує стабілізацію відео SteadyShot поряд зі стандартними 1080p/30 кадрів/с, високошвидкісною 1080p/60 кадрів/с і 120 кадрів/с у варіанті 720p. Фронтальна селфі-камера має 13-мегапіксельний сенсор (1/3,06") з об'єктивом 22 мм, f/2,0, ширококутний об'єктив 90 градусів, такий же, як Xperia XZ, але тепер має SteadyShot™ з Intelligent Active Mode (5-осьова стабілізація), як і на XZ Premium.

#### Технологія Triple Image Sensing
Також в смартфоні як стандарт, вперше представлена технологія Triple Image Sensing. Він складається з систем розпізнавання зображення (КМОН-сенсор з PDAF), датчика відстані (лазерний датчик автофокусування) і датчика кольору (RGBC-IR), а також гібридного автофокусу, який використовує фазове виявлення (PDAF) для фіксації фокусу на об’єкті протягом 0,03 секунди, а також включає виявлення фази та контрасту разом із прогнозованим відстеженням руху. Він також має лазерний датчик автофокусування для швидкого відстеження та фіксації фокусування на об’єкті, а також датчик кольору RGBC-IR (RedGreenBlueClear-InfraRed), який допомагає функціонувати баланс білого камери, надаючи додаткові дані про умови освітлення навколишнього середовища для камери. Він також має SteadyShot з Intelligent Auto на додаток до п’ятиосьової стабілізації зображення за допомогою рухомої матриці. 
Камера Motion Eye в Xperia XZs також має ще одну нову функцію Predictive Capture. Коли камера виявляє швидкий рух, камера автоматично робить максимум чотири фотографії до натискання кнопки спуску затвора, а потім дозволяє користувачеві вибрати найкращу. Це робиться без будь-якого втручання користувача і стає можливим завдяки тому ж вбудованому чипу оперативної пам’яті на сенсорі зображення, який використовується для зйомки суперповільних відео з частотою 960 кадрів в секунду.

### Батарея
Xperia XZs живиться від незнімного акумулятора ємністю 2900 мА·г. Заряджання та передача даних здійснюється через порт USB-C USB 2.0, (у порівнянні з XZ Premium де є USB 3.1), який має вбудовану технологію адаптивної зарядки Qualcomm QuickCharge 3.0. Він також має Qnovo, яка дозволяє пристрою відстежувати електрохімічні процеси акумуляторної батареї в режимі реального часу і відповідно налаштовувати параметри зарядки, щоб мінімізувати пошкодження елемента і продовжити термін служби акумулятора.

#### Battery Care
Xperia XZs також оснащений Battery Care, власним алгоритмом зарядки Sony, який керує процесом заряджання телефону за допомогою машинного навчання. Він розпізнає звички користувача щодо заряджання протягом певного періоду та автоматично підлаштовується під схему, наприклад, заряд протягом ночі, зупиняючи початкову зарядку приблизно до 80-90 відсотків, а потім продовжуючи її до повного завершення з того місця, де вона зупинилася наступного дня. Це ефективно запобігає непотрібному пошкодженню елементів батареї від надмірного тепла та струму через перезаряд, що ще більше збільшує термін служби батареї.

### Аудіо та інтерфейси
Xperia XZs має стандартний аудіороз'єму 3,5 мм для підключення дротових навушників, паралельно покращуючи бездротове підключення аудіо разом із LDAC, (який зараз є частиною Android Open Source Project з 2018 року) технологією кодування аудіо, розробленою власноруч компанією Sony, що дозволяє передавати 24-розрядні файли. Аудіовміст високої роздільної здатності/96 кГц (Hi-Res) через Bluetooth зі швидкістю до 990 кбіт/с, що втричі швидше, ніж звичайні кодеки потокового аудіо, на сумісні аудіопристрої.
Як і Xperia XZ, XZs включає інші варіанти підключення накшталт Bluetooth 4.2 з aptX і Low Energy, NFC, дводіапазонний Wi-Fi a/b/g/n/ac, Wi-Fi Direct, DLNA, GPS (з A-GPS), GLONASS, і Бейдоу. Смартфон не має FM-радіо.

## Програмне забезпечення
Sony Xperia XZs постачався з Android 7.1.1 «Nougat» із коробки, зі спеціальним інтерфейсом та програмним забезпеченням Sony. Оскільки чипсет був ідентичний із XZ, оновлення отримував разом із ним, останнє велике оновлення було до Android 8.0 «Oreo».